# 烏干達伊斯蘭教
烏干達，根據2002年人口普查，12.1%人口信奉伊斯蘭教。大多數穆斯林是遜尼派，少數是什葉派與阿赫邁底亞教派。
伊甘加區是全國穆斯林比例較高地區。

## 歷史
伊斯蘭教是由東非貿易商人在19世紀從烏干達北部傳入，有些穆斯林是19世紀卡巴卡王朝穆提薩一世時接受伊斯蘭教。

## 獨立後的伊斯蘭教
當伊迪·阿明1971年成為烏干達總統，似乎是烏干達穆斯林的一個勝利，隨後在1972年，阿明驅逐烏干達的亞洲人造成穆斯林人口顯著減少。由於他的政府淪為一個殘酷和不成功的政權，烏干達的穆斯林開始和當權者撇清關係。
當阿明在1979年被推翻，穆斯林成為反彈對象。優素福·盧萊，他在1979至80年擔任一個短期總統也是穆斯林。他不是一個熟練的政治家，但他成功地減少附著在伊斯蘭教的恥辱。
在1989年，總統約韋裡·穆塞韋尼呼籲烏干達的穆斯林社區，促進國家重建，他警告說烏干達人等不要對穆斯林歧視。但在同一時間，穆塞韋尼告誡烏干達避免“宗派”的忠誠，而這個警告是針對伊斯蘭社區和其他族裔和宗教群體。
烏干達伊斯蘭大學是烏干達首屈一指的伊斯蘭教學機構，位於埃爾貢山腳的姆巴萊。